# Петриково (потік)
Петриково (словац. Petríkovo) — річка в Словаччині, права притока Грону, протікає в окрузі Брезно.
Довжина приблизно 9.8-10.7 км. Витік знаходиться в масиві Вепорські гори (частина Фабова-Голя — схил гори Фабова-Голя) на висоті близько 1315 метрів. Протікає територією села Бацух.
Впадає в Грон на висоті приблизно 575-580 метрів.